# .one
.one是一個新的互聯網通用頂級域，取義於英語單詞“ONE”，這是一個含義簡單而用途廣汎的詞，最大限度地拓寬了該域名的使用範圍。該域名於2015年5月20日向公衆開放。

## 知名網站
- lifestyle.one（鮑爾傳媒集團红秀GRAZIA）
- xbox.one（微軟Xbox One）
- one.one.one.one (CloudFlare Warp)